# Bantam (Connecticut)
Bantam es un borough ubicado en el condado de Litchfield en el estado estadounidense de Connecticut. En 2005 tenía una población de 802 habitantes y una densidad poblacional de 306.3 personas por km².

## Geografía
Bantam se encuentra ubicada en las coordenadas 41°43′24″N 73°14′26″O / 41.72333, -73.24056.

## Demografía
Según la Oficina del Censo en 2000 los ingresos medios por hogar en la localidad eran de $32,167, y los ingresos medios por familia eran $50,938. Los hombres tenían unos ingresos medios de $42,000frente a los $30,385 de las mujeres. La renta per cápita para la localidad era de $18,442. Alrededor del 5.4% de la población estaba por debajo del umbral de pobreza.